# Ostravar Aréna
Die Ostravar Aréna ist eine Mehrzweckhalle im Stadtteil Zábřeh der tschechischen Stadt Ostrava. Sie bietet maximal 11.000 Plätze und wird hauptsächlich für Eishockey, aber auch für Konzerte und Shows genutzt. Die Halle, die 1986 eingeweiht wurde, ist die Heimspielstätte des HC Vítkovice. Bis 2004 trug die Arena den Namen Palác kultury a sportu (deutsch Kultur- und Sportpalast).

## Geschichte
1979 wurde von der Stadt Ostrava beschlossen, ein Kultur- und Sportzentrum zu bauen. Dabei entstand der ehemalige Kultur- und Sportpalast, der seit seiner Erbauung 1986 als Mehrzweckhalle diente. Anlässlich der Eishockey-Weltmeisterschaft der Herren 2004 wurde der Sportpalast für ca. 690 Mio. CZK grundlegend renoviert und in ČEZ Aréna, nach dem tschechischen Energieversorgungsunternehmen ČEZ, umbenannt. Der Eigentümer ist die Aktiengesellschaft Vítkovice Aréna a.s., deren Mehrheitsaktionär die Stadt Ostrava ist. Zum Komplex gehören heute des Weiteren ein Hotel, eine weitere Mehrzweckhalle und das Fußballstadion Městský stadion – Vítkovice Aréna, die Heimspielstätte von Baník Ostrava.
Zwischen 2004 und 2015 hielt der Energiekonzern ČEZ die Sponsoringrechte an der Halle. Anschließend wurde sie im Juli 2015 in Ostrava Aréna umbenannt, da sich zunächst kein neuer Namensgeber gefunden hatte. Im Februar 2016 erwarb die Brauerei Ostravar das Namenssponsoring an der Veranstaltungshalle, seither heißt es Ostravar Aréna.

## Konzerte und Shows
In der Arena werden auch Konzerte und Shows veranstaltet.
| - Aerosmith - Alice Cooper - Black Sabbath - David Copperfield - Deep Purple - Elán | - Holiday on Ice - Iron Maiden - Jethro Tull - Joe Cocker - Josep Carreras - Julio Iglesias | - Judas Priest - Karel Gott - koRn - Lord of the Dance - Manowar - Peter Gabriel | - Rammstein - Scorpions - Serj Tankian - Slayer - Sting - Uriah Heep |

## Galerie

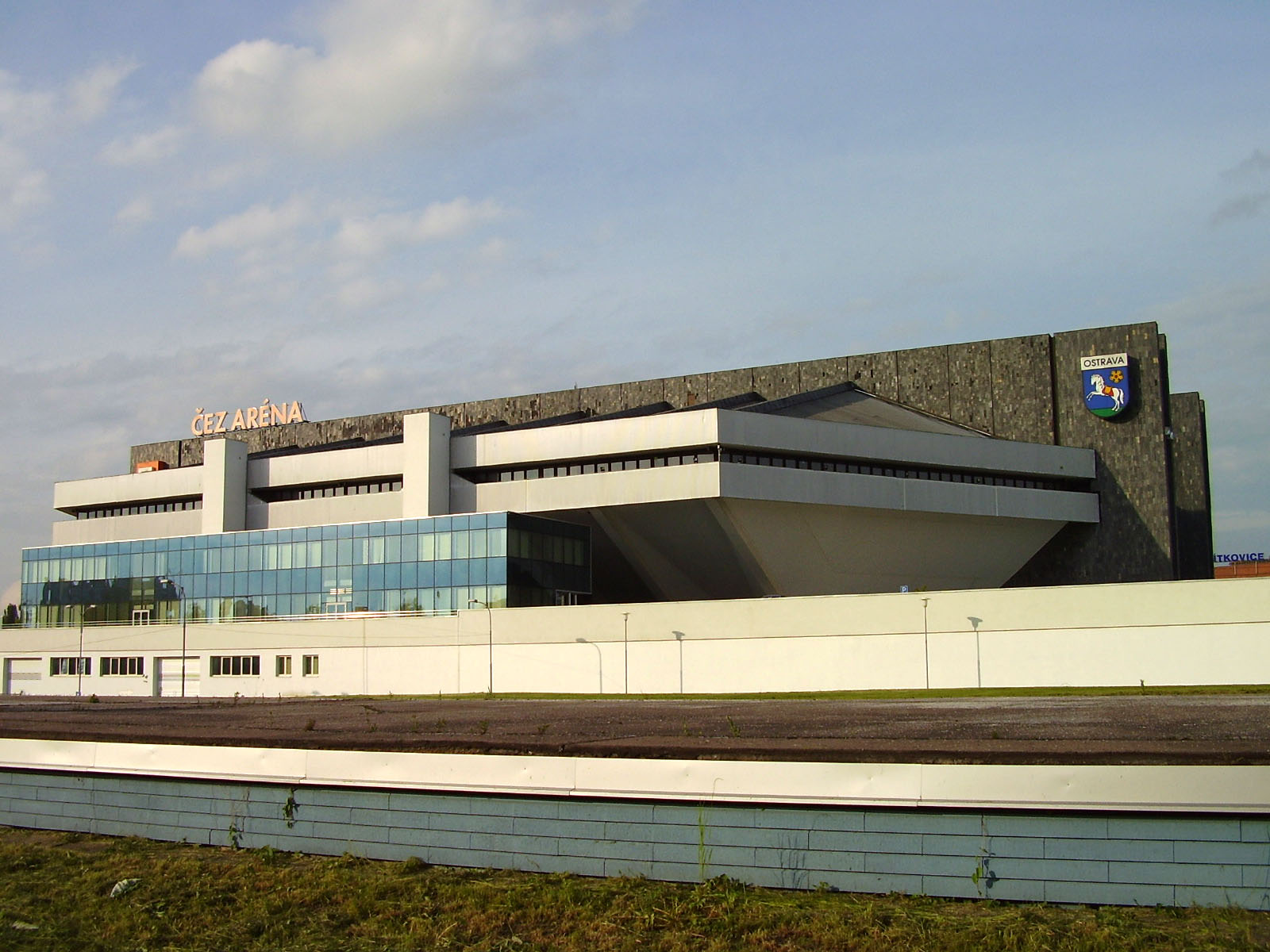
Die ČEZ Aréna im Mai 2006
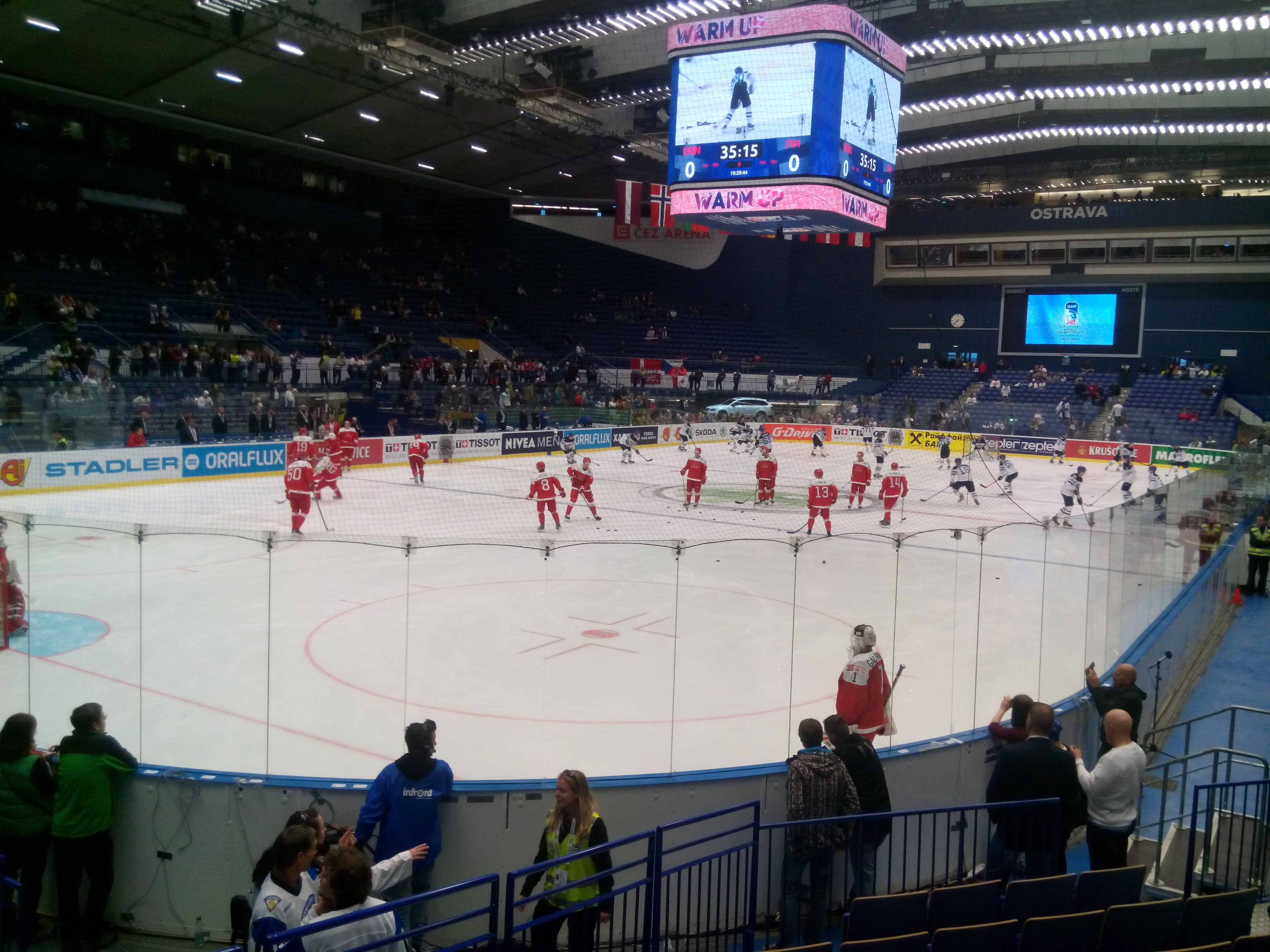
Innenansicht bei der Eishockey-Weltmeisterschaft der Herren 2015 im Spiel Dänemark gegen Finnland 0:3
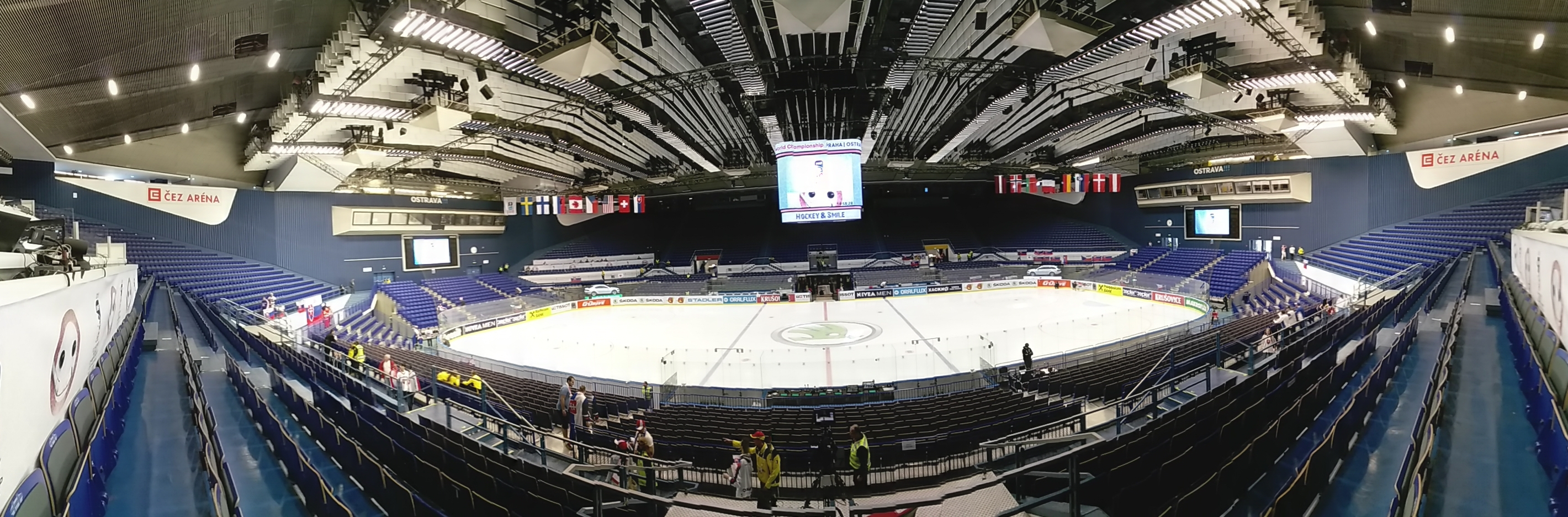
Vor dem WM-Spiel 2015 zwischen Finnland und der Slowakei 3:0
Altes Logo der ČEZ Aréna (bis 2015)
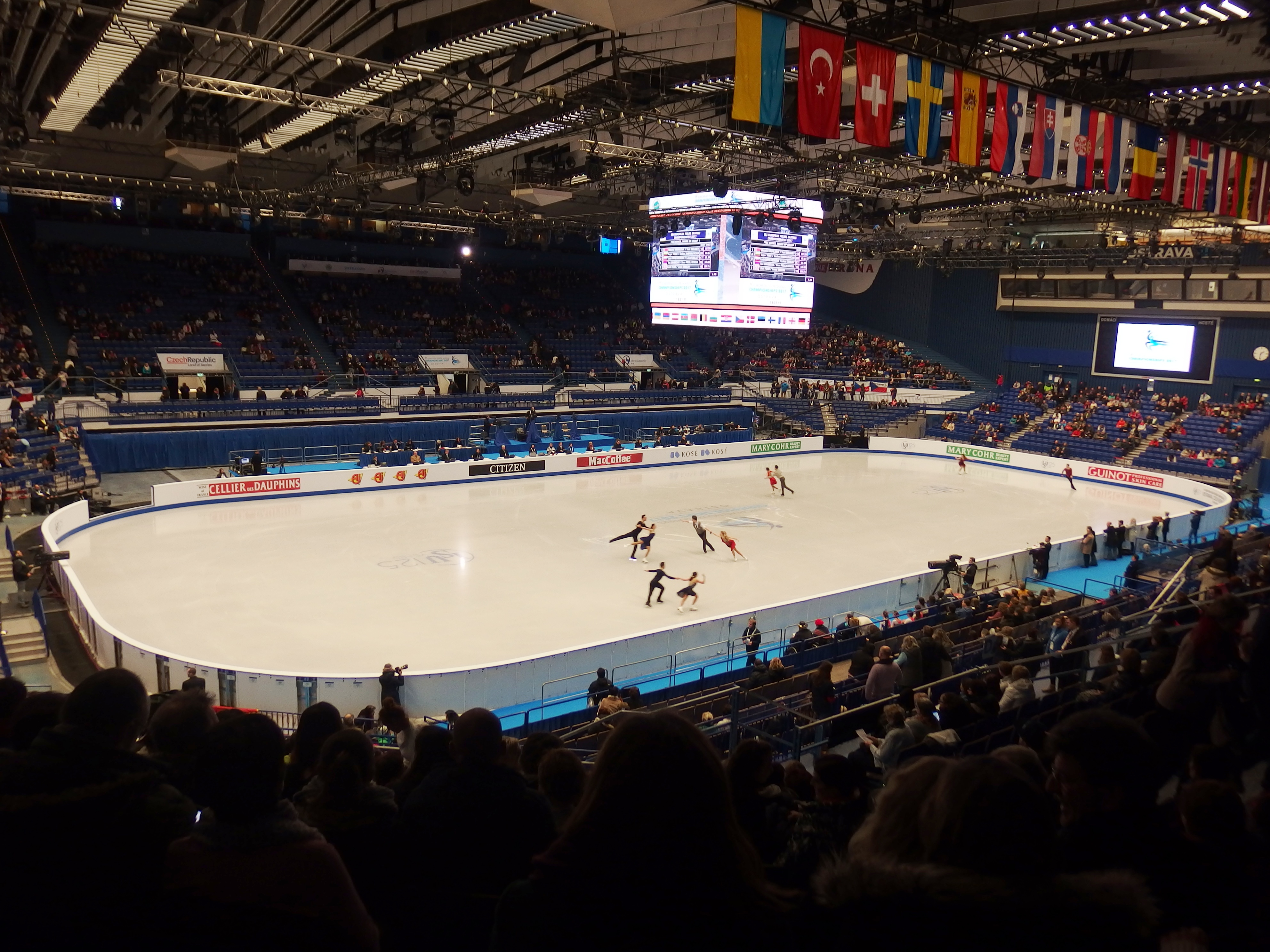
Warm-up vor dem Eistanz bei den Eiskunstlauf-Europameisterschaften 2017